# Carretera de Nebraska 44
La Carretera de Nebraska 44, y abreviada NE 44 (en inglés: Nebraska Highway 44) es una carretera estatal estadounidense ubicada en el estado de Nebraska. La carretera inicia en el Sur desde la NE 4  sur de Wilcox hacia el Norte en la US 30  , NE 10  en Kearney. La carretera tiene una longitud de 50,7 km (31.51 mi).

## Mantenimiento
Al igual que las autopistas interestatales, y las rutas federales y el resto de carreteras estatales, la Carretera de Nebraska 44 es administrada y mantenida por el Departamento de Carreteras de Nebraska por sus siglas en inglés NDOR.

## Cruces
La Carretera de Nebraska 44 es atravesada principalmente por la  US 6  US 34  oeste de Axtell
 I 80  en Kearney.